# هيريكورت (باد كاليه)
هيريكورت، باد كاليه (بالفرنسية: Héricourt, Pas-de-Calais)‏ هي بلدية تقع في إقليم باد كاليه من منطقة نور با دو كاليه في شمال فرنسا. تبلغ مساحة هذه المدينة 4.95 (كم²)، وترتفع عن سطح البحر 140 م، يبلغ عدد سكانها 103 نسمة حسب إحصاء المعهد الوطني للإحصاء والدراسات الاقتصادية سنة 2009 م. وترأس Jacques Dupas البلدية خلال فترة (2008-2014).